# کیم یونگ کوانگ (بازیگر)
کیم یونگ کوانگ (کره‌ای: 김영광؛ زادهٔ ۱۱ ژانویه ۱۹۸۷) بازیگر و مدل اهل کره جنوبی است. کیم حرفهٔ خود را به عنوان مدل آغاز کرد و مدل لباس برای طراحانی مانند الکساندر مک‌کوئین، ویوین وست‌وود، ایترو بوده‌است. در سال ۲۰۰۸ او اولین مدل آسیایی بود که در شوی دیور مدل شد. کیم به عنوان بازیگر در فیلم‌های پلیس فراری (۲۰۱۲)، جوانان خون‌گرم (۲۰۱۴)، در روز عروسی تو (۲۰۱۸) و روح شگفت‌انگیز (۲۰۱۸) و همچنین در مجموعه‌های تلویزیونی پینوکیو (۲۰۱۴)، روز موعود (۲۰۱۵)، غریبه شیرین و من (۲۰۱۶)، نگهبانان (۲۰۱۷)، زندگی مخفی منشی من (۲۰۱۹) و بهش بگو عشق (۲۰۲۳) ایفای نقش کرده‌است.

## فیلم‌شناسی

### فیلم
| سال  | عنوان                | نقش          | توضیحات     | منابع |
| ---- | -------------------- | ------------ | ----------- | ----- |
| ۲۰۱۲ | پلیس فراری           | هان سونگ وو  |             |       |
| ۲۰۱۴ | جوانان خون‌گرم        | جو گوانگ شیک |             |       |
| ۲۰۱۸ | در روز عروسی تو      | هوانگ وو یون |             |       |
| ۲۰۱۸ | روح شگفت‌انگیز        | ته جین       |             |       |
| ۲۰۲۱ | مأموریت: ممکن        | وو سو هان    |             | [ ۲ ] |
| ۲۰۲۱ | یک پایان سال رنگارنگ | سونگ هیو     | فیلم تیوینگ | [ ۳ ] |

### مجموعه تلویزیونی
| سال       | عنوان                | نقش           | توضیحات      | منابع  |
| --------- | -------------------- | ------------- | ------------ | ------ |
| ۲۰۰۸      | دنیای درون           | یونگ وونگ     |              | [ ۴ ]  |
| ۲۰۰۹      | سه‌گانه               | جه ووک        |              | [ ۵ ]  |
| ۲۰۰۹      | بانوی زیبای من       | جونگ وو سونگ  |              | [ ۶ ]  |
| ۲۰۱۰      | جذابیت بیشتر در روز  | لی یونگ کوانگ |              | [ ۷ ]  |
| ۲۰۱۱      | کریسمس سفید          | جو یونگ جه    |              | [ ۸ ]  |
| ۲۰۱۱      | پسر سبزی‌فروش         | لی سول وو     |              | [ ۹ ]  |
| ۲۰۱۲      | باران عشق            | هان ته سونگ   |              | [ ۱۰ ] |
| ۲۰۱۲      | می‌تونیم ازدواج کنیم؟ | گونگ کی جونگ  |              | [ ۱۱ ] |
| ۲۰۱۳      | راز تولد             | پارک سو چانگ  |              | [ ۱۲ ] |
| ۲۰۱۳      | آقای دکتر            | هان جی ووک    |              |        |
| ۲۰۱۴      | کارا: سکرت لاو       | یون جون مون   | (قسمت ۳ و ۴) | [ ۱۳ ] |
| ۲۰۱۴      | پسران به علاوه نه    | کانگ جین گو   |              |        |
| ۲۰۱۴–۲۰۱۵ | پینوکیو              | سو بوم جو     |              |        |
| ۲۰۱۵      | روز موعود            | لی هه سونگ    |              |        |
| ۲۰۱۶      | غریبه شیرین و من     | گو نام گیل    |              |        |
| ۲۰۱۷      | نگهبانان             | جانگ دو هان   |              |        |
| ۲۰۱۸      | اتاق شماره ۹         | کی یو جین     |              |        |
| ۲۰۱۹      | زندگی مخفی منشی من   | دو مین ایک    |              |        |
| ۲۰۲۱      | سلام منم             | هان یو هیون   |              | [ ۱۴ ] |

### مجموعه اینترنتی
| سال  | عنوان           | نقش          | منابع         |
| ---- | --------------- | ------------ | ------------- |
| ۲۰۱۵ | دکتر ایان       | مو ایان      |               |
| ۲۰۱۶ | شب پرستاره گوهو | کانگ ته هو   |               |
| ۲۰۲۲ | کسی             | سونگ یون اوه | [ ۱۵ ] [ ۱۶ ] |
| ۲۰۲۳ | بهش بگو عشق     | هان دونگ جین | [ ۱۷ ]        |